# Hubcea, Starokosteantîniv
Hubcea (în ucraineană Губча) este localitatea de reședință a comunei Hubcea din raionul Starokosteantîniv, regiunea Hmelnîțkîi, Ucraina.

## Demografie
Componența lingvistică a localității Hubcea
     Ucraineană (99,43%)
     Alte limbi (0,38%)
Conform recensământului din 2001, majoritatea populației localității Hubcea era vorbitoare de ucraineană (99,43%), existând în minoritate și vorbitori de alte limbi.